# Thomas H. Hall
Thomas H. Hall (* Juni 1773 im Prince George County, Colony of Virginia; † 30. Juni 1853 in Tarboro, North Carolina) war ein US-amerikanischer Politiker. Zwischen 1817 und 1835 vertrat er zwei Mal den Bundesstaat North Carolina im US-Repräsentantenhaus.

## Werdegang
Thomas Hall studierte Medizin und praktizierte danach in Tarboro als Arzt. Gleichzeitig begann er als Mitglied der Demokratisch-Republikanischen Partei eine politische Laufbahn. Bei den Kongresswahlen des Jahres 1816 wurde er im dritten Wahlbezirk von North Carolina in das US-Repräsentantenhaus in Washington, D.C. gewählt, wo er am 4. März 1817 die Nachfolge von James West Clark antrat. Nach zwei Wiederwahlen konnte er bis zum 3. März 1823 drei Legislaturperioden im Kongress absolvieren. Im Jahr 1824 wurde er nicht bestätigt. In den 1820er Jahren schloss sich Hall der Bewegung um den späteren US-Präsidenten Andrew Jackson an und wurde Mitglied der von diesem im Jahr 1828 gegründeten Demokratischen Partei.
Bei den Wahlen des Jahres 1826 wurde er erneut im dritten Distrikt seines Staates in den Kongress gewählt. Nach drei Wiederwahlen konnte er dort bis zum 3. März 1835 vier weitere Legislaturperioden verbringen. Seit dem Amtsantritt von Andrew Jackson als siebter US-Präsident (1829–1837) wurde innerhalb und außerhalb des Kongresses heftig über dessen Politik diskutiert. Dabei ging es um die umstrittene Durchsetzung des Indian Removal Act, den Konflikt mit dem Staat South Carolina, der in der Nullifikationskrise gipfelte, und die Bankenpolitik des Präsidenten. Von 1827 bis 1829 war Hall Vorsitzender des Ausschusses zur Kontrolle der Ausgaben des Finanzministeriums. Danach leitete er bis 1833 den Ausschuss zur Kontrolle der öffentlichen Ausgaben.
Nach seinem Ausscheiden aus dem US-Repräsentantenhaus praktizierte Hall wieder als Anwalt. Außerdem arbeitete er in der Landwirtschaft. Im Jahr 1836 wurde er in den Senat von North Carolina gewählt. Thomas Hall starb am 30. Juni 1853 in Tarboro.